# Dorfkirche Paplitz (Baruth/Mark)

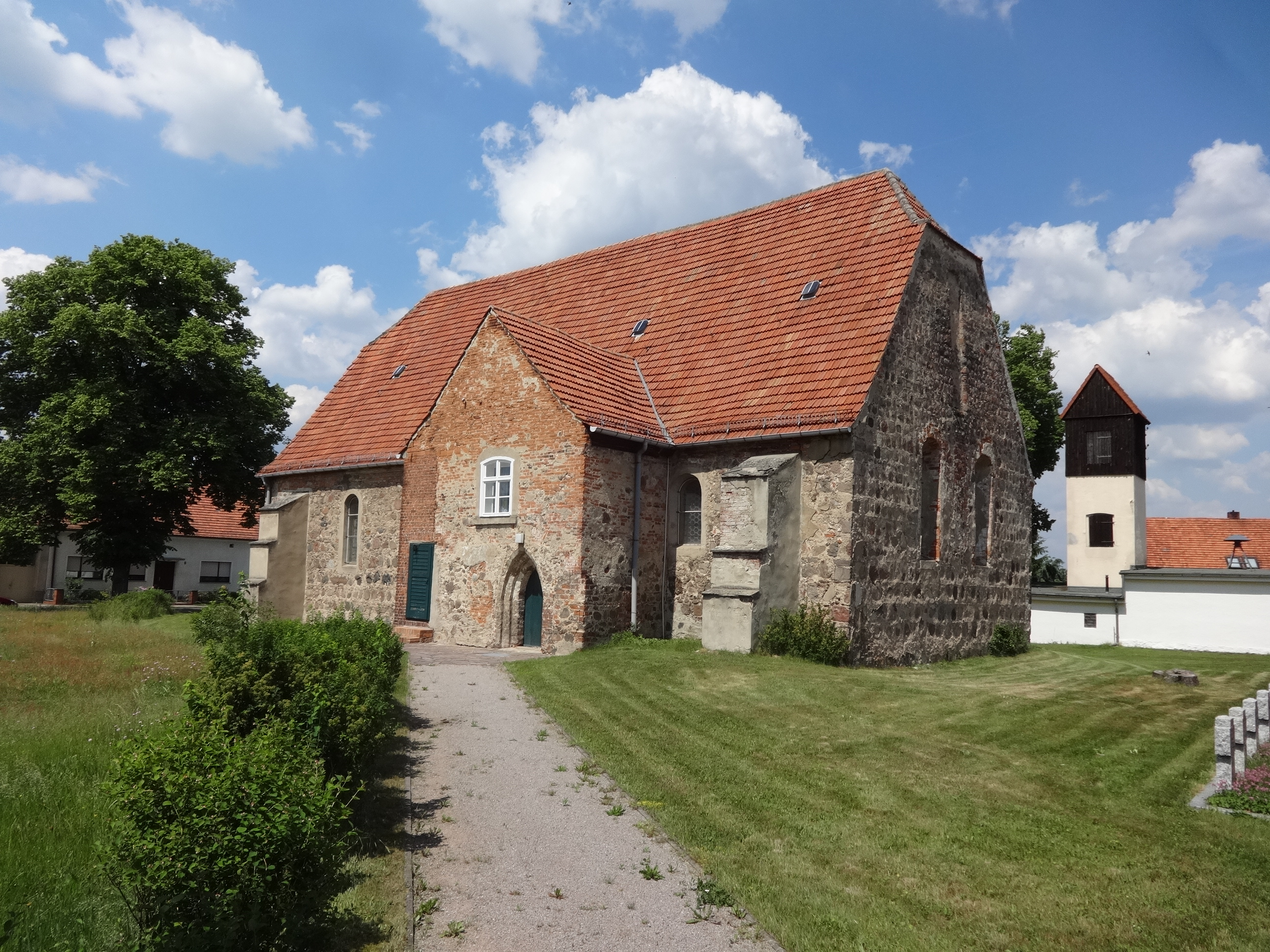
Dorfkirche in Paplitz

Die evangelische Dorfkirche Paplitz ist eine Feldsteinkirche in Paplitz, einem Ortsteil der Stadt Baruth/Mark im Landkreis Teltow-Fläming in Brandenburg.

## Geschichte
Über den Zeitpunkt der Errichtung existieren unterschiedliche Aussagen. Das Pfarramt Baruth/Mark geht davon aus, dass das Bauwerk vermutlich im 13. oder 14. Jahrhundert errichtet wurde. Die Kunsthistoriker im Dehio-Handbuch vermuten hingegen, dass die Kirche erst im 14. oder 15. Jahrhundert erbaut wurde. Sie begründen diese Annahme mit den Resten einer Dreifenstergruppe in der Ostwand des Kirchenschiffs. Einig sind sich die Experten darin, dass der Sakralbau im Dreißigjährigen Krieg zerstört und von 1660 bis 1670 wieder aufgebaut wurde. In den Jahren 1979 bis 1982 sowie von 2017 bis 2018 erfolgte eine Sanierung der Gebäudehülle. Im Jahr 2024 startete der Förderkreis Alte Kirchen Berlin-Brandenburg eine Spendenaktion, um das mittlerweile restaurierungsbedürftige Altarretabel und die Kanzel zu retten.

## Architektur
Das Bauwerk entstand aus Feldsteinen im Stil einer Saalkirche und wurde in seiner mehrere hundert Jahre langen Geschichte mehrfach überbaut. Neben den Feldsteinen kamen zunehmend auch Mauerstein und ein Feldsteingemisch zum Einsatz. An der südlichen Kirchenwand entstand zu einem späteren Zeitpunkt ein zweigeschossiger, spätgotischer Anbau mit einem spitzbogenförmigen Stufenportal. Der Anbau wurde im 19. Jahrhundert nach Westen erweitert und barock überformt. Zwei – an der nördlichen Wand drei – mächtige, dreifach gestufte Strebepfeiler geben dem Bauwerk die erforderliche Stabilität. Dazwischen befinden sich zwei bienenkorbförmige Fenster. Die Form wird, wenn auch vergrößert, an der Ostwand aufgenommen. Im Giebel ist eine zugemauerte, längliche Öffnung erkennbar – die Reste der Dreifenstergruppe. Die westliche Seite des Schiffs ist ausgesprochen schlicht ausgeführt: Hier befindet sich eine kleine, rechteckige Pforte, die über drei Stufen erreichbar ist. Eine zugemauerte Pforte kann der Betrachter an der nördlichen Wand erkennen.
Der Kirchturm steht abseits des Bauwerks. Er wurde ebenfalls überwiegend aus Feldsteinen errichtet und ist im oberen Bereich verbrettert.

## Ausstattung
Der hölzerne Altaraufsatz von 1660/1670 zeigt in seiner mit einem Lorbeerkranz gerahmten Predella das Abendmahl Jesu. Links und rechts neben Abbildung steht in goldener Schrift auf blauem Untergrund geschrieben: Nehmet, esset, das ist mein Leib sowie Nehmet, trinket, das ist mein Blut. Grundlage für das Bild war eine Zeichnung, die Johann von Sandrart erstellte und von Christoph Weigel der Ältere in Kupfer gestochen wurde, um den Stich anschließend in dem Band Passio Domini im Jahr 1693 in Augsburg zu veröffentlichen. Auf dieser Grundlage entstanden zahlreiche Kopien, die als Predella in Kirchen genutzt wurden, darunter in Heide (Holstein), Hann. Münden, Klütz und Ziegenhain. Das größte Verbreitungsgebiet befindet sich jedoch zwischen dem Fläming und der Niederlausitz. Vergleichbare Gemälde schuf Johann Jacob Heringer, dem das Werk in St. Jacobi in Jüterbog zugerechnet wird. Ähnliche Gemälde finden sich in der Liebfrauenkirche Jüterbog, in St. Nikolai in Jüterbog oder in der Dorfkirche Wiepersdorf. Das Hauptbild zeigt in einem ovalen Gemälde die Kreuzigung Christi mit Maria und Johannes unter dem Kreuz. Im Hintergrund ist Jerusalem mit mehreren Kirchtürmen und einem Gebirgszug erkennbar. Ein breiter Rahmen, der mit goldfarbenem Akanthus verziert ist, umfasst das Gesamtbild, das von Moses und einem Evangelisten als Symbol für den alten und den neuen Bund umrahmt wird. Oberhalb des Hauptbildes ist eine Wolkenglorie angeordnet, die von zwei Putten gehalten wird. Oberhalb befindet sich ein weiterer Putto, der in eine Posaune bläst.
Die hölzerne Kanzel aus derselben Zeit zeigt am Kanzelkorb die Bilder der vier Evangelisten. Der Aufgang ist mit einem Spruchband verziert, der ebenfalls in goldener Schrift auf blauem Grund gestaltet wurde. Dort steht: Wie lieblich sind auff den Bergen die Füße der Boten, die da Friede verkündigen, Guts predigen, Heil verkündigen, die da sagen zu Zion, dein Herz ist König sowie Ruffe getrost, schone nicht, erhebe deine Stimme wie eine Posaune, und verkündige deinem Volcke ihr Übertreten, und dem Hause Jacob ihre Sünde. Der Zugang erfolgt über einen ehemaligen Beichtstuhl, dessen Rankengitter zu diesem Zweck herausgenommen wurde. Unterhalb sind Bibelsprüche zu sehen, die einen Bezug zur Beichte herstellen. Oberhalb der Kanzel ist ein Schalldeckel, der in weiß gehalten ist und mit goldenen und blauen Farbelementen verziert wurde.
An der Ostwand ist eine spätmittelalterliche Sakramentsnische eingearbeitet. Die einstige Hufeisenempore wurde bei einem Umbau zu einer Westempore gekürzt und verglast. Ein Holzkreuz erinnert an den Pfarrer Hanusius, der im Dreißigjährigen Krieg das Versteck der geflohenen Dorfbewohner nicht preisgeben wollte und daher mit dem Schwedentrunk gefoltert wurde. Das hölzerne Grabkreuz ist auf das Jahr 1636 datiert und trägt die Inschrift: + ANNO 1636. DEN 5 IUNI IN DER HEILIGEN PFINSTNACHT IST ER EHRWVDIGE VND WOLGELARTE HERR JOHANNES HANISIVS PFARRER VZ PAPLITZ IN SEINEM VON DEN RAVBENDEN SOLDATEN GEVBTEN MARTYRIO SELIG ENTSCHLAFEN: SEINES ALTERS XLVVII JAHR VND XXV WOCHEN. Drei Bleiglasfenster stammen aus dem Beginn des 20. Jahrhunderts. Das Kirchenschiff ist in seinem Innern mit einem hölzernen Tonnengewölbe verkleidet. Die Kirchengemeinde bezeichnet die Ausstattung in einem Kirchenführer als „einheitlich im ländlichen Barock“ gestaltet.

## Kriegsgräberstätte

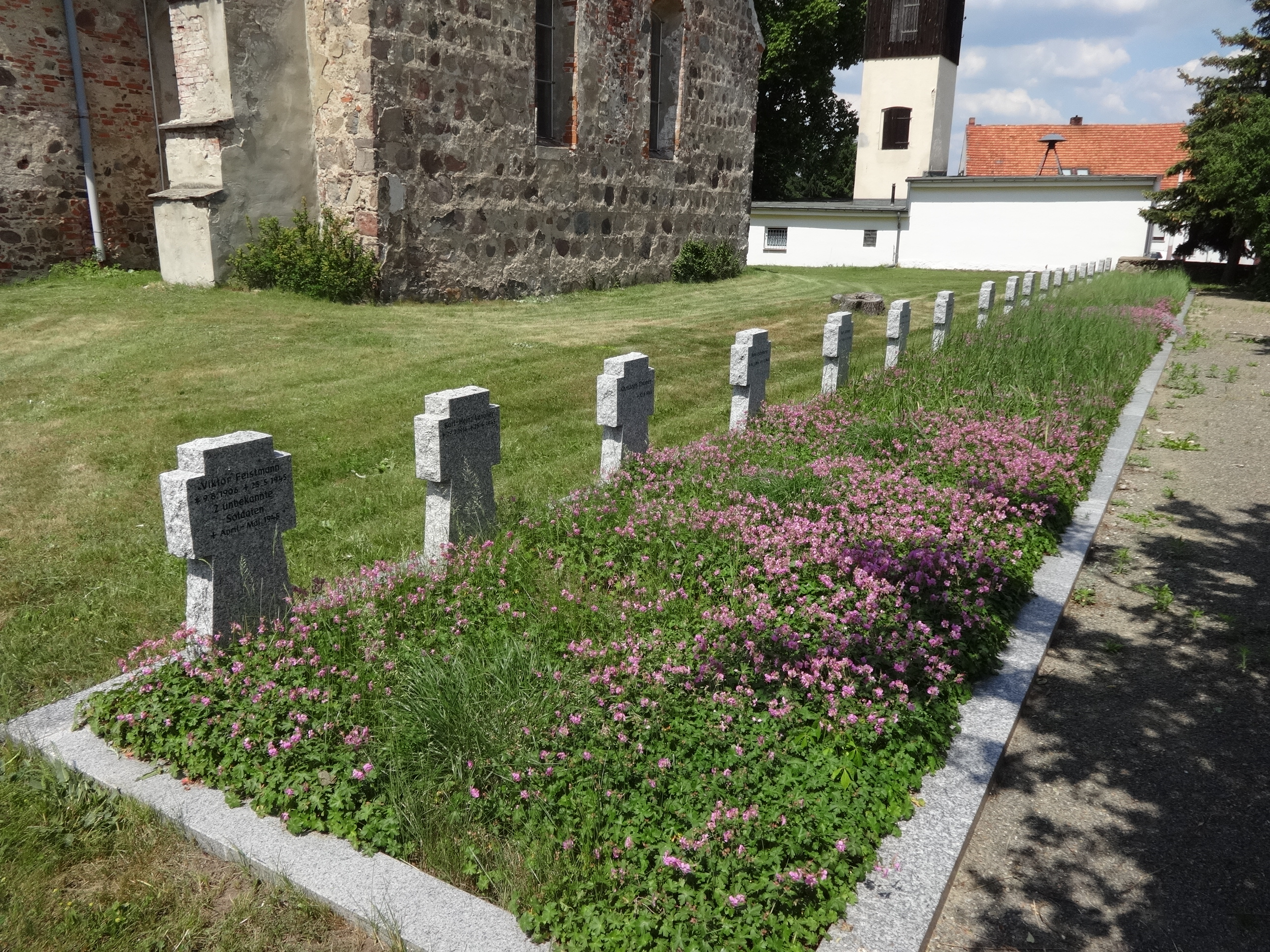
Kriegsgräberstätte

In dem mit Feldsteinen eingefassten Gelände befinden sich im nördlichen und östlichen Bereich mehrere Grabstellen. Im nördlichen Bereich sind dies Gräber von deutschen Soldaten, die in der Zeit von Ende April bis Anfang Mai 1945 in Paplitz und der näheren Umgebung gefallen sind. Die Anzahl der bestatteten Toten ist nicht bekannt. Im östlichen Bereich ist eine Granitplatte mit einem Zitat des ersten Bundespräsidenten der Bundesrepublik Deutschland, Theodor Heuss angebracht: Sorgt Ihr, die Ihr noch im Leben steht, / dass Frieden bleibe, / Frieden zwischen den Menschen, / Frieden zwischen den Völkern.